# Pierre de Maricourt

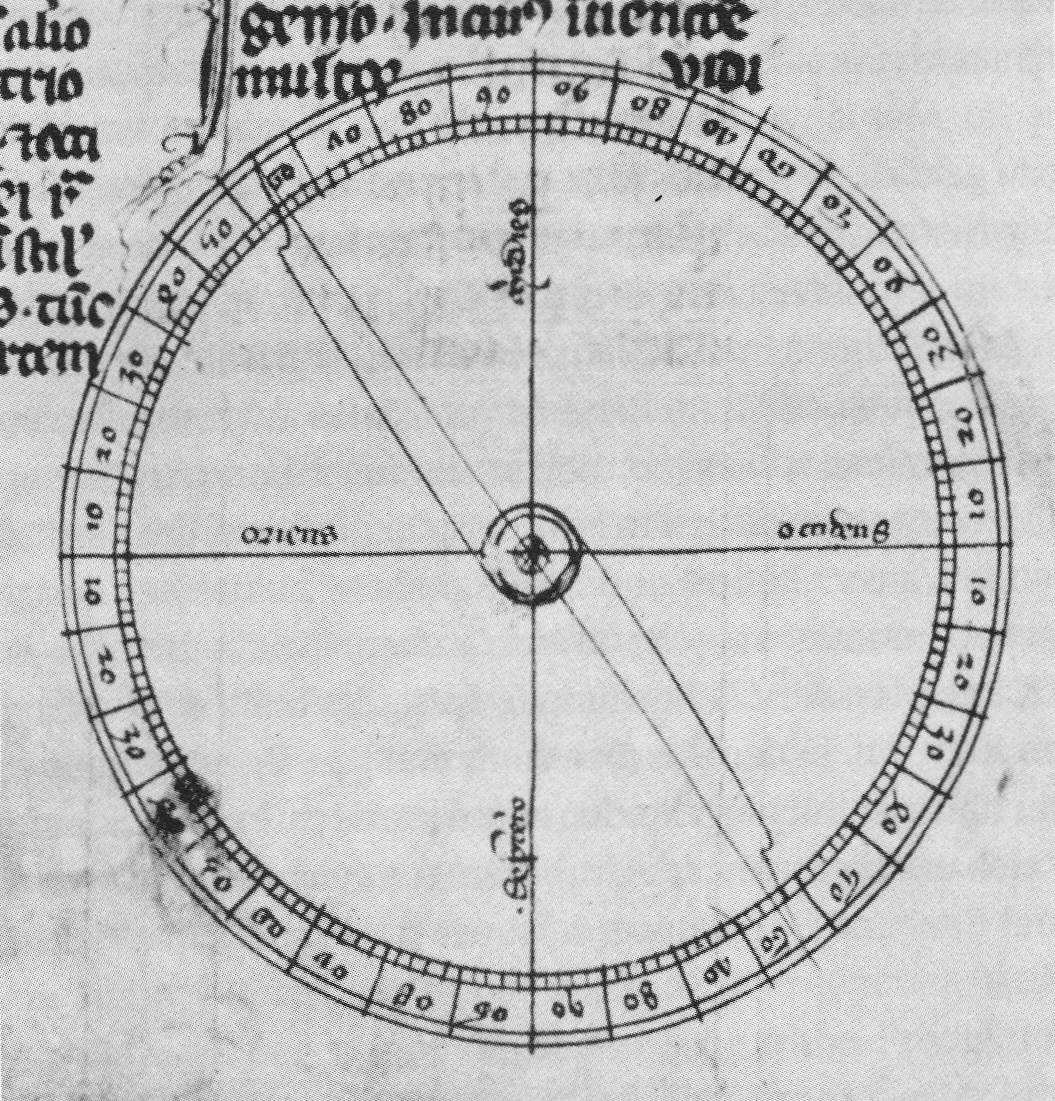
Imagine dintr-o copie din secolul al XIV-lea a lucrării Epistola de magnete

Pierre de Maricourt sau, în franceză, Pierre Pelerin de Maricourt, în latină, Petrus Peregrinus de Maricourt a fost un om de știință francez care a trăit prin secolul al XIII-lea.
Este cunoscut pentru cercetările efectuate asupra magneților și descrierea proprietăților acestora în celebra sa lucrare Epistola de magnete.